# Echaporã
Echaporã é um município brasileiro do estado de São Paulo. Sua população em 2022, de acordo com o Censo do IBGE, era de 6.205 habitantes.

## História
O município foi fundado por Santiago Fernandes Pietro, com o nome de Bela Vista.
Em 1922, saindo do povoado da Catequese, um distrito que fazia parte da Comarca de Campos Novos, Santiago Fernandes Pietro chegou aos altos da Serra do Mirante, dando início ao patrimônio de Bela Vista, que mais tarde se tornaria Echaporã. Ali, ele e os que o acompanhavam fizeram a primeira derrubada e edificaram uma igreja, dedicada à Nossa Senhora Aparecida. Também instalou o primeiro cemitério.
Com o início sólido do povoado, Santiago Fernandes Pietro atraiu a atenção de outros moradores, e com o tempo o núcleo cresceu ocupando o lugar da antiga sede.
A emancipação política de Bela Vista ocorreu em 30 de Novembro de 1938 (Decreto 9.775). Esse decreto estipulava que o município de Campos Novos e Distrito de Paz de Catequese agora pertenciam ao nascente município de Bela Vista, que compreendia cinco distritos: Bela Vista (sede), Campos Novos, Fortuna, Lutécia e Casa Grande (Ocauçu).

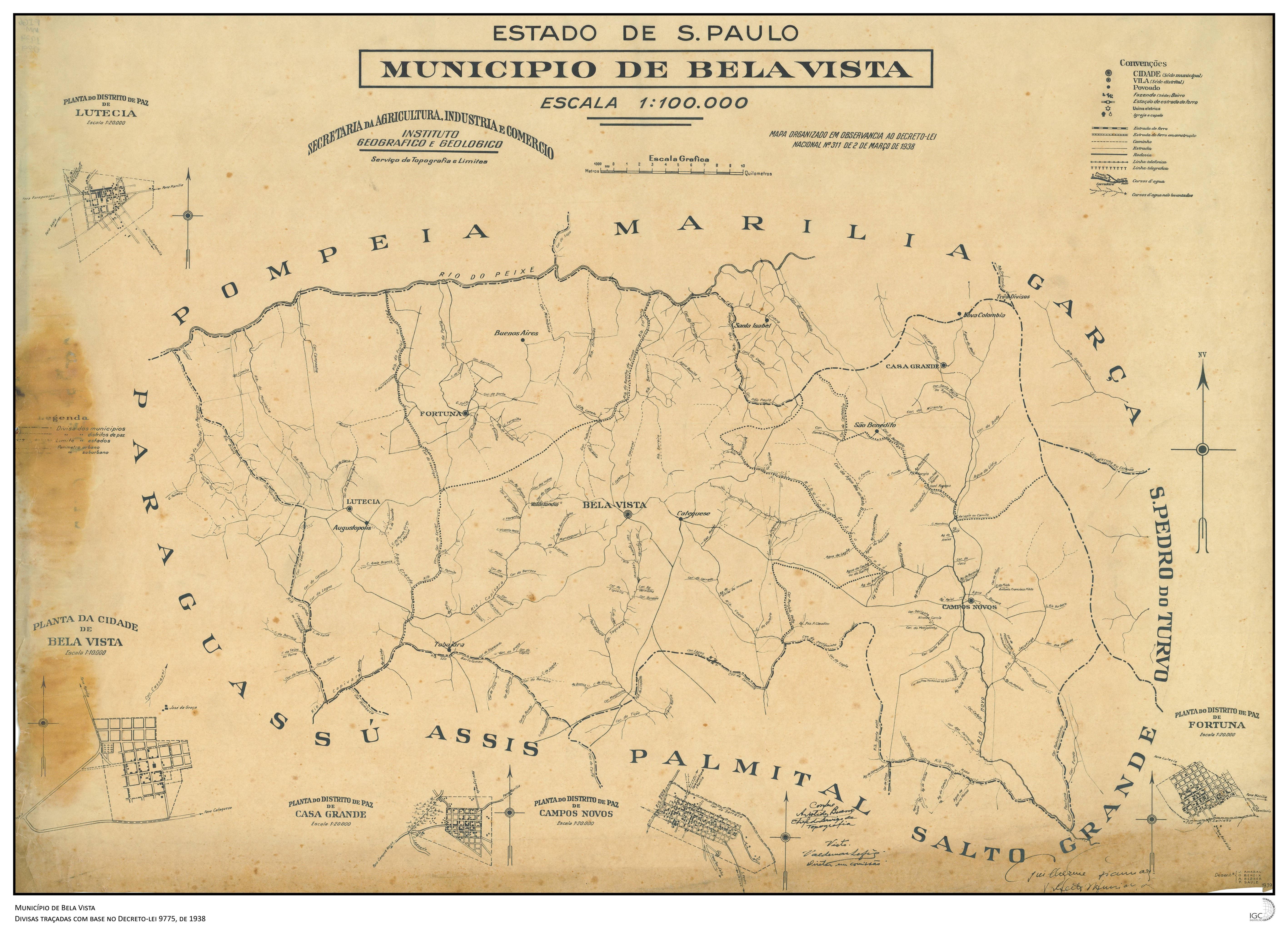
Mapa de Echaporã (1938).

O primeiro prefeito – continuando o mandato que exercia em Campos Novos Paulista –  foi Guilherme Giannasi, que administrou a cidade de 01/01/1939 a 08/05/1942.
O nome de Bela Vista perdurou até 30 de novembro de 1944, quando o decreto 14.334 mudou-o para Echaporã, palavra de origem indígena cujo significado em português é o mesmo do nome anterior. O município de Echaporã, através do mesmo decreto, nascia com uma redução territorial significativa, sendo retirados quatro dos cinco distritos que integravam o antigo município de Bela Vista, ficando somente com a sede.

## Geografia
Localiza-se a uma latitude 22°25'46" Sul e a uma longitude 50°12'02" Oeste, estando a uma altitude de 700 metros. Possui uma área de 515,244 km².
O município está localizado no divisor de águas das bacias hidrográficas do rio Paranapanema e do rio do Peixe.
Portanto é cercada de escarpas e cachoeiras onde se praticam esportes radicais, como o rapel (descida de cachoeiras por cordas) e também são praticadas caminhadas por trilhas a pé ou circuitos de trilhas de motocicleta.

### Hidrografia
- Ribeirão do Veado

Afluente do rio Pari, nasce nos arredores da sede do município e segue em direção sul, até encontrar com o rio Pari.
- Ribeirão Mandaguari

Afluente do rio Capivara, nasce nos arredores da sede do município e segue em direção oeste até desaguar no rio Capivara.
- Rio Pari

Nasce no município e segue em direção Sul, passando ainda pelos municípios de Platina, Cândido Mota e Palmital antes de desaguar no rio Paranapanema.
- Rio Capivara

Nasce nos arredores da sede do município e segue em direção sudoeste, indo receber outros contribuintes, passando pelos municípios de Lutécia, Paraguaçu Paulista e Maracaí, desaguando no rio Paranapanema no lago da Represa do Capivari.
- Ribeirão da Fortuna

Conhecido localmente como "Água do Cascavel", nasce nos arredores da sede do município e segue em direção Norte, sendo afluente do rio do Peixe ou Alegre e este segue em direção Oeste até desaguar no rio Paraná, no município de Panorama.

### Rodovias
O acesso se faz pela rodovia SP-333, que liga a cidade a nordeste com Marília (42 km) e a sudoeste com Assis (31 km)

## Demografia

### População
| Crescimento populacional                             | Crescimento populacional | Crescimento populacional | Crescimento populacional |
| Ano                                                  | População Total          |                          | %±                       |
| ---------------------------------------------------- | ------------------------ | ------------------------ | ------------------------ |
| 1940                                                 | 39 237                   |                          | —                        |
| 1946                                                 | 13 462                   |                          | −65,7%                   |
| 1950                                                 | 9 299                    |                          | −30,9%                   |
| 1958                                                 | 10 473                   |                          | 12,6%                    |
| 1960                                                 | 8 504                    |                          | −18,8%                   |
| 1970                                                 | 7 684                    |                          | −9,6%                    |
| 1980                                                 | 5 685                    |                          | −26,0%                   |
| 1991                                                 | 6 318                    |                          | 11,1%                    |
| 2000                                                 | 6 827                    |                          | 8,1%                     |
| 2010                                                 | 6 318                    |                          | −7,5%                    |
| 2022                                                 | 6 205                    |                          | −1,8%                    |
| Est. 2024                                            | 6 295                    | [ 8 ]                    | 1,5%                     |
| Fontes: Censos Demográficos IBGE e Estimativas SEADE |                          |                          |                          |

### Dados demográficos
Dados do Censo – 2010
População Total: 6.318
- Homens: 3.115
- Mulheres: 3.203

Densidade demográfica (hab./km²): 12,26
Mortalidade infantil até 1 ano (por mil): 12,88
Expectativa de vida (anos): 72,90
Taxa de fecundidade (filhos por mulher): 2,78
Taxa de Alfabetização: 87,12%
Índice de Desenvolvimento Humano (IDH-M): 0,745
- IDH-M Renda: 0,719
- IDH-M Longevidade: 0,834
- IDH-M Educação: 0,690

## Política e administração

### Poder Executivo
- Prefeito:  Luis Gustavo Evangelista - (2017 - 2024)
- Vice-prefeito: Ricardo Tavares de Carvalho

### Poder Legislativo
Nove vereadores (2017/2020):
Marcelo A. Paglione  - 196 VOTOS
Cesinha do Val -  189VOTOS

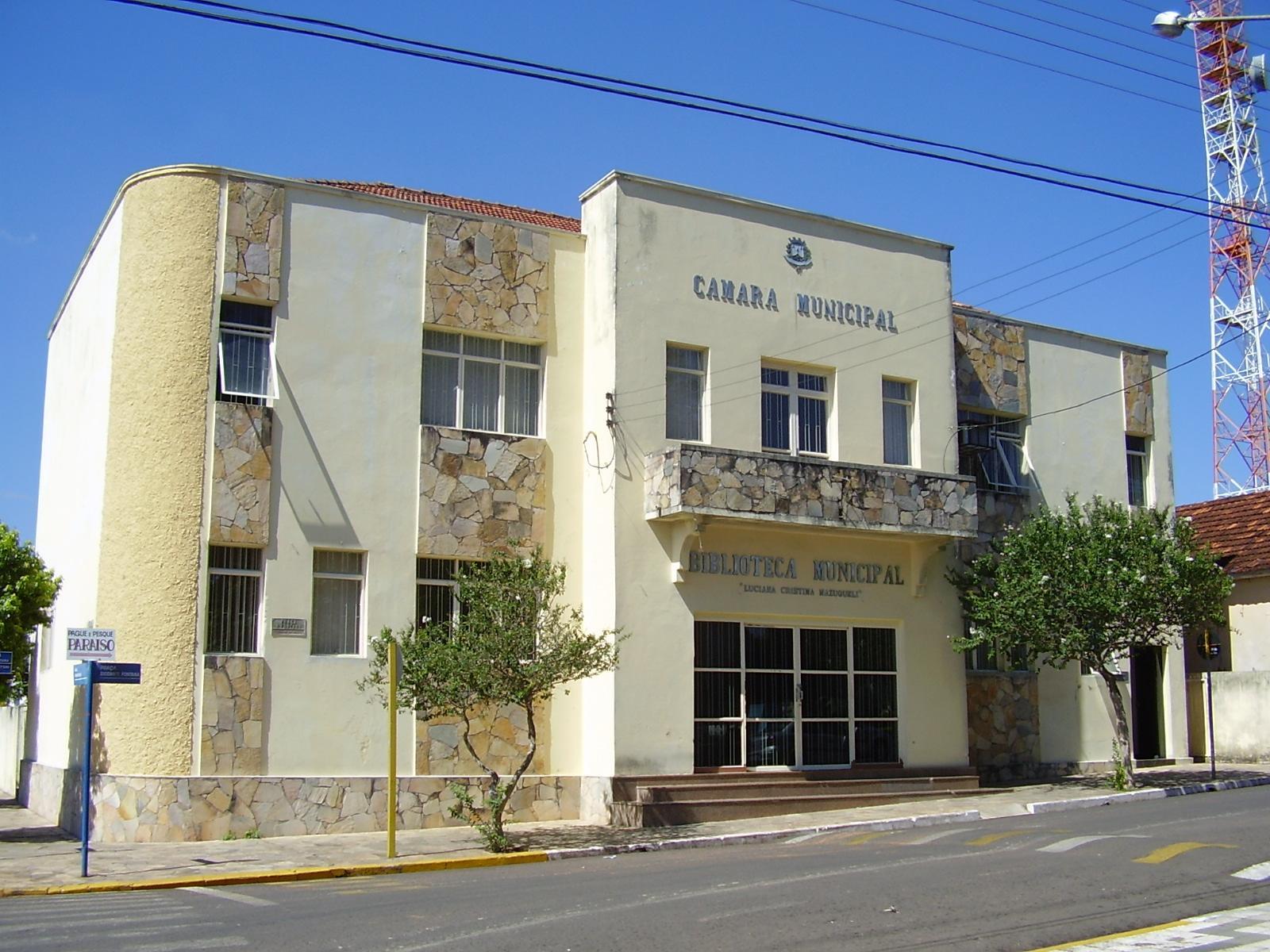
Câmara Municipal de Echaporã.

Dirceu Sverzuti - Dirceu Aparecido Sverzuti - PSDB  - 186 VOTOS
Aulo Santana -  172 VOTOS
Gustavo Macharette  150 VOTOS
Almir Robertto   145 VOTOS
Mirtão Gazzola - Nilton Gazzola - SD  -  130 VOTOS
Duardão do Mercado    124 VOTOS
Greice Lima - Greiciane de Oliveira Lima - PMDB -  109 VOTOS

## Infraestrutura

### Comunicações
O sistema de telefones automáticos foi inaugurado na cidade em 1981 pela Telecomunicações de São Paulo (TELESP), que também implantou o sistema de discagem direta à distância (DDD) em 1981 com o código de área (0183). Anteriormente a cidade era atendida pela Companhia de Telecomunicações do Estado de São Paulo (COTESP).
Na década de 90 o código DDD da cidade foi alterado para (018), para padronização do sistema telefônico com a telefonia celular que estava sendo implantada em todo o estado.

## Religião
O Cristianismo se faz presente na cidade da seguinte forma:

### Igreja Católica
- A igreja faz parte da Diocese de Assis.[17]

### Igrejas Evangélicas
Entre as igrejas protestantes históricas, pentecostais e neopentecostais, encontram-se na cidade:
- Assembleia de Deus Ministério do Belém.[20][21]
- Congregação Cristã no Brasil.[22]